# Episodi di Homeland - Caccia alla spia (quinta stagione)
La quinta stagione della serie televisiva Homeland - Caccia alla spia (Homeland), composta da 12 episodi, è stata trasmessa in prima visione assoluta negli Stati Uniti d'America dal canale via cavo Showtime dal 4 ottobre al 20 dicembre 2015.
In Italia la stagione è andata in onda in prima visione sul canale satellitare Fox dal 30 ottobre 2015 al 15 gennaio 2016. È stata trasmessa in chiaro dal 13 gennaio al 10 febbraio 2019 sul 20.
Il cast principale di questa stagione è formato da: Claire Danes, Rupert Friend, Sebastian Koch, Miranda Otto, Alexander Fehling, Sarah Sokolovic, F. Murray Abraham e Mandy Patinkin.
| n° | Titolo originale             | Titolo italiano          | Prima TV USA     | Prima TV Italia  |
| -- | ---------------------------- | ------------------------ | ---------------- | ---------------- |
| 1  | Separation Anxiety           | Ansia da separazione     | 4 ottobre 2015   | 30 ottobre 2015  |
| 2  | The Tradition of Hospitality | Ospitalità               | 11 ottobre 2015  | 6 novembre 2015  |
| 3  | Super Powers                 | Superpoteri              | 18 ottobre 2015  | 13 novembre 2015 |
| 4  | Why Is This Night Different? | Carrie deve sapere       | 25 ottobre 2015  | 20 novembre 2015 |
| 5  | Better Call Saul             | Chiamata alle armi       | 1º novembre 2015 | 27 novembre 2015 |
| 6  | Parabiosis                   | Parabiosi                | 8 novembre 2015  | 4 dicembre 2015  |
| 7  | Oriole                       | L'oriolo                 | 15 novembre 2015 | 11 dicembre 2015 |
| 8  | All About Allison            | Tutto su Allison         | 22 novembre 2015 | 18 dicembre 2015 |
| 9  | The Litvinov Ruse            | La strategia Litvinov    | 29 novembre 2015 | 25 dicembre 2015 |
| 10 | New Normal                   | Gas letale               | 6 dicembre 2015  | 1º gennaio 2016  |
| 11 | Our Man in Damascus          | Il nostro uomo a Damasco | 13 dicembre 2015 | 8 gennaio 2016   |
| 12 | A False Glimmer              | Oscurità                 | 20 dicembre 2015 | 15 gennaio 2016  |

## Ansia da separazione
- Titolo originale: Separation Anxiety
- Diretto da: Lesli Linka Glatter
- Scritto da: Chip Johannessen e Ted Mann

### Trama
Due anni dopo la conclusione della quarta stagione Carrie vive a Berlino con la figlia Franny e un nuovo compagno, un avvocato della fondazione umanitaria Düring di nome Jonas Hollander; inoltre ha abbandonato la CIA in seguito all'accordo stipulato con i talebani e lavora come responsabile della sicurezza per la stessa fondazione, presieduta dal miliardario e filantropo Otto Düring. Proprio a Berlino avviene un'intrusione accidentale nel sistema informatico della sede locale della CIA a opera di due hacker anti-jihadisti di nome Numan e Armand Korzenik, i quali si impadroniscono di oltre un migliaio di documenti riservati sul monitoraggio di sospetti foreign fighter senza essere individuati. I due decidono allora di trasmettere uno dei file a una giornalista americana, Laura Sutton, che anch'essa lavora per la fondazione: nel documento classificato si rivela che il Bundesnachrichtendienst (BND), bloccato dalle rigide leggi nazionali sulla privacy, spia i propri cittadini attraverso la CIA che non risponde a tali leggi. Mentre Carrie rifiuta la richiesta di Laura di verificare tali dati sfruttando il suo passato nell'Agenzia Saul viene mandato dal nuovo direttore Dar Adal, in qualità di capo di tutte le operazioni in Europa, a incontrare Allison Carr, ovvero il capostazione della sede locale, e l'informatico Mills per gestire questa imbarazzante falla di sicurezza con Astrid e il suo capo del BND. Inoltre egli affida a Quinn, tornato da poco da una missione segreta in Siria svoltasi nell'arco di 28 mesi, un nuovo incarico come killer a contratto e senza coperture ufficiali per eliminare senza lasciare tracce una lista di potenziali jihadisti infiltrati in città, iniziando proprio da un costruttore di bombe. Alla fine dell'episodio, in vista della visita di Düring a un campo profughi in Libano al collasso a causa del massiccio esodo dal confine siriano, Carrie contatta un imam locale per potere incontrare il comandante degli Hezbollah Al Amin che vive di nascosto in Germania, al fine di garantire un passaggio sicuro al suo datore di lavoro durante il pericoloso viaggio per portare cibo e medicinali.
- Durata: 51 minuti
- Guest star: Nina Hoss (Astrid), Atheer Adel (Numan), Sven Schelker (Korzenik), Micah Hauptman (Mills), John Getz (Joe Crocker).
- Ascolti USA: telespettatori 1 663 000[3]

## Ospitalità
- Titolo originale: The Tradition of Hospitality
- Diretto da: Lesli Linka Glatter
- Scritto da: Patrick Harbinson

### Trama
Carrie giunge al campo profughi vicino al confine siriano-libanese con i suoi uomini della scorta e poi discute dell'organizzazione della sicurezza con Waleed, un altro comandante di Hezbollah, il quale le garantisce un salvacondotto di un'ora. Nel frattempo, a Berlino, Laura rivela in un'intervista televisiva di essere in possesso di un documento riservato riguardante il coinvolgimento dei servizi segreti e subito dopo viene prelevata dal BND, una volta perquisitole l’appartamento, e infine rilasciata grazie all'intervento di Jonas. Carrie e il suo gruppo accolgono Düring a Beirut e l’indomani scampano a un attentato dinamitardo al campo profughi subito dopo la conclusione del suo discorso: con Düring al sicuro su un aereo Carrie decide allora di rimanere in Libano a indagare sul tentato omicidio. Non appena giunge nella sua camera d'albergo Carrie trova uno degli uomini di Waleed, Behruz, il quale le rivela di essere stata lei - e non Otto - il vero obiettivo dell'attentato organizzato proprio grazie anche a Waleed. Allison intanto sta tramando contro Saul per fare ricadere su di lui la responsabilità della fuga di informazioni allo scopo di evitare ripercussioni sulla sua carriera, mentre Quinn deve uccidere Fatima, una jihadista reclutatrice di donne combattenti per lo Stato Islamico. Una volta eseguita la missione con successo presso un autogrill di un'autostrada a Quinn viene assegnato un nuovo obiettivo: scopre con sorpresa che si tratta proprio di Carrie.
- Durata: 48 minuti
- Guest star: Nina Hoss (Astrid), Alex Lanipekun (Hank Wonham), Atheer Adel (Numan), Sven Schelker (Korzenik), Max Beesley (Mike Brown), Mousa Kraish (Behruz).
- Ascolti USA: telespettatori 1 396 000[4]

## Superpoteri
- Titolo originale: Super Powers
- Diretto da: Keith Gordon
- Scritto da: Alex Gansa e Meredith Stiehm

### Trama
Carrie decide di rimandare sua figlia negli USA con un volo privato della fondazione e si ritira con Jonas in un luogo sicuro presso un villaggio, mentre cerca di scoprire chi abbia cercato di ucciderla dopo che Waleed è stato giustiziato per farlo tacere in seguito all’interrogatorio subito. Saul intanto, dopo avere incontrato Düring per sapere come mai sia stato l’obiettivo di un attentato, cerca di scoprire dove si trovi Carrie e rimane deluso dal tentativo di Allison di screditarlo agli occhi di Dar Adal, ma le concede un’altra chance e fa dimettere invece Scott, ovvero l'ambasciatore americano in Germania. Per mettersi sulle tracce di Carrie, Quinn fa visita ad Astrid presso un ristorante mentre Numan, uno dei due hacker responsabili della sottrazione dei documenti, avvicina Laura dopo avere fatto scattare l’allarme antincendio alla fondazione e poi le consegna una chiavetta USB dove sarebbe contenuto il resto dei file riservati. Egli ignora però che la chiavetta è vuota poiché il suo amico, Korzenik, ha nel frattempo rubato quegli stessi documenti, con l'obiettivo di venderli a Boris, un alto funzionario dell'ambasciata russa frequentatore del bordello dove si incontra spesso con la sua ragazza che fa la prostituta. Nel frattempo Carrie, avendo interrotto di nascosto il suo trattamento farmacologico, diventa sempre più alterata da allucinazioni e litiga con Jonas, che vuole conoscere tutto del suo disdicevole passato. Quinn decide di rapire il figlio di Jonas in un centro commerciale al fine di riuscire a tracciare la telefonata con la quale l'uomo viene avvertito dalla sua ex del rapimento. Carrie, presagendo l'arrivo di un killer, esce dalla villetta e si apposta nel bosco con un fucile di precisione mentre Jonas si dirige verso la città alla ricerca del figlio Stephan. Una volta arrivato sul posto Quinn viene centrato da un colpo di fucile al petto: indossa però un giubbetto antiproiettile, riuscendo così a rialzarsi e sorprendere Carrie assalendola alle spalle e poi strangolarla fino a farle perdere i sensi. Alla fine dell'episodio scopriamo Saul tramare con Dar Adal e l’ambasciatore israeliano Etai Luskin per organizzare un regime change in Siria e in seguito lo si vede a letto insieme a Allison mentre è in procinto di divorziare da sua moglie.
- Durata: 60 minuti
- Guest star: Suraj Sharma (Aayan Ibrahim), Nina Hoss (Astrid), Atheer Adel (Numan), Sven Schelker (Korzenik), Allan Corduner (Etai Luskin), Micah Hauptman (Mills), William R. Moses (Scott), Steve Nicolson (Boris).
- Ascolti USA: telespettatori 1 106 000[5]

## Carrie deve sapere
- Titolo originale: Why Is This Night Different?
- Diretto da: John Coles
- Scritto da: Ron Nyswaner

### Trama
Saul e Allison cenano a casa dell'ambasciatore israeliano Luskin, discutendo della pace in Medio Oriente: Saul e Etai parlano della possibilità di rimpiazzare il presidente siriano Assad con il generale Youssef. Carrie intanto si risveglia nel rifugio di Quinn il quale, incapace di concludere la sua missione, inscena la finta morte di Carrie per non mettere in pericolo i suoi cari. Saul e Allison escogitano un piano per ingannare il generale Youssef nel fargli credere che la loro clinica privata in Svizzera eseguirà il trapianto di un nuovo rene a sua figlia Amina; una volta approcciato il generale gli offrono la futura presidenza della Siria per non incorrere in un processo di fronte a un tribunale internazionale, garantendogli l’appoggio finanziario per una transizione democratica. A Berlino Laura intanto si mette in contatto con Sabine, una famosa hacker agli arresti domiciliari: le chiede di aiutarla a rintracciare Numan, per scoprire perché le abbia consegnato una chiavetta USB vuota. Numan nel frattempo si rende conto di essere stato imbrogliato da Korzenik, il quale incontra in un ristorante l'agente segreto russo Ivan Krupin per organizzare la vendita dei file riservati: Ivan, tuttavia, decide di fare uccidere dai suoi uomini Korzenik e la sua ragazza Katja per non lasciare tracce del loro furto. Quinn si reca all'ufficio postale di Potsdam, per lasciare in una cassetta di sicurezza una foto che testimoni l'avvenuta morte di Carrie: uscendo un uomo apre il fuoco contro di lui, ma Carrie riesce a salvarlo scontrandosi con la sua auto contro la berlina dell'assalitore. Quinn viene gravemente ferito ma riesce a sparare al killer uccidendolo, mentre Carrie raccoglie dalla tasca della giacca il telefono dell'uomo morto e poi porta Quinn al sicuro, nel suo rifugio, per poterlo curare. Carrie chiama allora l'unico numero memorizzato sul telefono al quale risponde Allison parlando in russo: in quel momento Allison si trova ancora con Saul, mentre l'aereo del generale Youssef sta decollando ed entrambi vedono il velivolo esplodere in cielo pochi istanti dopo.
- Durata: 49 minuti
- Guest star: Atheer Adel (Numan), Sven Schelker (Korzenik), Allan Corduner (Etai Luskin), Mark Ivanir (Ivan Krupin), Yigal Naor (Generale Youssef), Janina Blohm Sievers (Sabine), Reymond Amsallem (Signora Luskin), Darina Al Joundi (Signora Youssef), Emily Cox (Claudia).
- Ascolti USA: telespettatori 1 630 000[6]

## Chiamata alle armi
- Titolo originale: Better Call Saul
- Diretto da: Michael Offer
- Scritto da: Benjamin Cavell e Alex Gansa

### Trama
Mentre si apprestano a lasciare Ginevra in auto per tornare in città Allison suggerisce che dietro l'omicidio del generale possa esserci Israele, suscitando contrasti evidenti nei rapporti tra Saul e Dar Adal per distrarli da eventuali indagini sull'intelligence russa come vera colpevole dell'attentato. Successivamente incontra Ivan in un parcheggio sotterraneo, confermando così di essere un'agente doppio infiltrato dallo spionaggio estero russo: Allison si mostra preoccupata dalla telefonata ricevuta prima dell'esplosione e teme che l'ordine di uccidere Carrie possa essere ricondotto a lei, ma Ivan per tranquillizzarla le mostra la prova della sua morte. Nel frattempo Allison continua a screditare Saul per farlo sembrare un traditore e pertanto Dar Adal la asseconda facendolo pedinare mentre si reca dall'ambasciatore Luskin con le prove falsificate fornitegli da Allison, accusando Israele di essere responsabile dell'omicidio: l'incontro viene fotografato e poi riportato a Dar Adal, rafforzando così i suoi sospetti sull'ignaro Saul. Carrie intanto chiama Jonas per aiutarla a curare la setticemia di Quinn con i medicinali necessari, mentre Astrid riesce a identificare il killer dell'ufficio postale come Vasily Kovas, un assassino professionista ceceno al soldo della mafia russa. Con queste informazioni Carrie conclude che l'SVR sia coinvolto nel suo tentato omicidio, probabilmente per evitare che possa venire in possesso dei file riservati sottratti alla CIA mentre Numan, una volta risalito all'identità di Boris dai fotogrammi dei video di sorveglianza del bordello e dopo avere violato la rete informatica dell'ambasciata russa posta un video su Internet usando il suo alias "Gabehcuod" che incita a una dimostrazione pubblica di protesta per denunciarne il trafugamento di informazioni riservate. Carrie, mascherata in mezzo ai manifestanti, contatta Laura di fronte all'ambasciata russa per poi chiederle, senza ottenere alcunché, una copia dei documenti presso una stazione ferroviaria prima di incontrare segretamente Saul dentro un taxi appena fuori dal suo hotel. Nel frattempo Quinn fugge dal rifugio senza farsi notare da Jonas, deciso a evitare a ogni costo di potere essere associato a Carrie una volta giunto al pronto soccorso, e medita il suicidio prima di morire dissanguato: vagando di notte in precarie condizioni incrocia per strada un uomo che insiste ad aiutarlo, ma Quinn lo ignora per poi collassare in un sottopasso poco distante.
- Durata: 51 minuti
- Guest star: Nina Hoss (Astrid), Atheer Adel (Numan), Allan Corduner (Etai Luskin), Mark Ivanir (Ivan Krupin), Steve Nicolson (Boris).
- Ascolti USA: telespettatori 1 304 000[7]

## Parabiosi
- Titolo originale: Parabiosis
- Diretto da: Alex Graves
- Scritto da: Chip Johannessen e Ted Mann

### Trama
Non appena giungono a Potsdamer Platz Carrie rivela a Saul la sua teoria secondo cui lo spionaggio russo avrebbe tentato di ucciderla e gli chiede di fornirle il resto dei dati trafugati per poterlo scoprire, ma stavolta Saul si rivela molto diffidente nei suoi confronti. Una volta tornato in hotel Saul si accorge ben presto di essere pedinato e pertanto ordina che la stazione CIA venga passata al setaccio da eventuali cimici per poi cercare di convincere Dar Adal del ruolo dei russi dietro all'attentato aereo, cosa che acuisce ancora di più lo scontro tra i due. Saul sta intanto diventando sempre più paranoico e, ingannando alcuni agenti dopo che gli è stata sospesa l’autorizzazione, riesce comunque a copiare i documenti trapelati per lasciarli furtivamente a Düring nel suo club prima di essere arrestato dagli agenti di sicurezza della CIA, chiedendogli di darli a Carrie (la quale, a sua volta, gli ha chiesto aiuto per lasciare il paese con un aereo privato dopo essere stata lasciata da Jonas). Quinn, dopo essere stato soccorso e medicato dall'uomo incontrato per strada di nome Hussein, sta nel frattempo guarendo: finisce all'interno di un edificio pieno di sospetti jihadisti, rilasciati dopo le rivelazioni di Laura relative allo spionaggio illegale che ne aveva prodotto l'arresto. Il loro leader è Hajik Zayd, che immediatamente mostra la sua ostilità verso Quinn, sospettando possa essere una spia americana infiltrata per scoprire i loro progetti per compiere un attentato. Una volta ristabilitosi Quinn sta per abbandonare l'edificio, ma Zayd lo minaccia con un coltello: ne segue una colluttazione nella quale Quinn uccide Zayd tagliandogli la gola; poi uno degli uomini dell'edificio chiede a Quinn di restare ancora un'altra notte, promettendogli che ora sarebbe stato al sicuro.
- Durata: 46 minuti
- Guest star: Micah Hauptman (Mills), René Ifrah (Bibi Hamed), Jarreth Merz (Hajik Zayd), Morocco Omari (Conrad Fuller).
- Ascolti USA: telespettatori 1 350 000[8]

## L'oriolo
- Titolo originale: Oriole
- Diretto da: Lesli Linka Glatter
- Scritto da: Alex Gansa e Patrick Harbinson

### Trama
Allison incontra Ivan nel suo appartamento, mostrandosi sempre più preoccupata per la situazione, e paventa l'idea che Carrie possa essere ancora viva ma Ivan ne dubita, chiedendole tuttavia di stare addosso a Saul per ottenere ulteriori informazioni utili. Carrie, intanto, analizza presso la residenza di Düring i documenti fornitigli da Saul non trovandovi però nulla di utile se non una pista che riconduce al suo passato. Bibi Hamid, l'attuale leader dei jihadisti presso cui Quinn ha trovato rifugio, gli propone di accompagnarli in qualità di guida verso la Turchia: Quinn accetta quando scopre che lo zio di Bibi è Abu Al-Qaduli, un vice emiro in Siria da tempo obiettivo della CIA, e in seguito incontra Dar Adal per informarlo del suo imminente viaggio. Carrie parla con Samir Khalil, suo ex informatore ai tempi di Baghdad, che aveva cercato di contattarla anche cinque mesi prima: la informa che Ahmed Nazari, un avvocato corrotto iracheno ritenuto morto in un attentato, in realtà è ancora vivo e pare lavori ora per i russi. Saul, nella sua stanza dell’hotel, confessa a Allison di avere sottratto i documenti e di averne passato tramite Düring una copia a Carrie per poi passare la notte insieme. Carrie contatta Laura per farsi aiutare a localizzare Nazari e, con il contributo di Numan, scoprono che la vedova Jamila risiede ad Amsterdam. Carrie si reca ad Amsterdam e, grazie all'aiuto di Esam, una sua ex risorsa irachena ora tassista, si introduce nella sua casa per cercare informazioni: la donna trafuga un laptop prima di fuggire dai due agenti russi che, nel frattempo, avevano ucciso Essam nel suo taxi e rapito Nazari a passeggio con il cane. Sulla via del ritorno a Berlino Carrie chiama Allison per organizzare un incontro segreto mentre Saul, diretto all'aeroporto per essere rimpatriato, viene sequestrato da numerosi agenti del Mossad armati e a volto coperto e infine condotto da Etai per farlo disertare.
- Durata: 50 minuti
- Guest star: Atheer Adel (Numan), Mark Ivanir (Ivan Krupin), René Ifrah (Bibi Hamed), Allan Corduner (Etai Luskin), Ori Yaniv (Esam), Makram J. Khoury (Samir Khalil), Morocco Omari (Conrad Fuller), Darwin Shaw (Ahmed Nazari).
- Ascolti USA: telespettatori 1 348 000[9]

## Tutto su Allison
- Titolo originale: All About Allison
- Diretto da: Dan Attias
- Scritto da: Ron Nyswaner

### Trama
Il Mossad sta trattando con la CIA il rimpatrio di Saul ma Etai, venuto a sapere del raggiungimento dell'accordo tra Dar Adal e Tova Rivlin, lo aiuta a fuggire verso un luogo sicuro di sua conoscenza in città. Carrie si fa assistere da Numan per esaminare il laptop sottratto ad Amsterdam e incontra poi Allison presso un bar all’aperto di un paesino vicino ad Amburgo, chiedendole informazioni su Nazari in virtù del passato trascorso assieme in Iraq, mentre Ivan vorrebbe comunque uccidere Carrie per impedirle di collegare Nazari con lui. Un flashback riporta indietro gli eventi nel 2005, quando Carrie subentrò a Allison come responsabile della stazione di Baghdad durante l’operazione Iraqi Freedom: Allison le presenta una sua risorsa infiltrata fra le milizie sciite dell'Esercito del Mahdi, Ahmed Nazari, dal nome in codice Acrobat. Nazari si mostra riluttante a collaborare con Carrie e ordisce un tranello per corrompere Allison, inducendola così sotto il ricatto di Ivan a diventare una spia al servizio dei russi. Tornando al presente Quinn e il gruppo di jihadisti durante il loro viaggio si fermano in un villaggio in Kosovo quando lui viene insospettito da una serie di barili caricati a bordo da un altro camion. Quinn cerca di indagare, ma viene tramortito e si risveglia legato all'interno del veicolo circondato da numerosi fusti che capisce contenere armi chimiche; a quel punto Bibi rivela agli altri membri che non andranno più in Turchia ma torneranno con il carico a Berlino per compiere un attentato. Carrie intanto, non appena Numan ha sbloccato l’accesso, nota nel laptop di Nazari l'immagine del desktop scattata al bar Banana Joe dell’isola caraibica di Santa Lucia, e ricorda quando Allison a Baghdad le fece menzione di volere fare una vacanza in quel preciso posto: intuisce pertanto che è proprio lei la talpa nell'Agenzia.
- Durata: 52 minuti
- Guest star: Atheer Adel (Numan), Mark Ivanir (Ivan Krupin), René Ifrah (Bibi Hamed), Allan Corduner (Etai Luskin), Micah Hauptman (Mills), Makram J. Khoury (Samir Khalil), Oshri Cohen (Igal), Darwin Shaw (Ahmed Nazari), Hadar Ratzon Rotem (Tova).
- Ascolti USA: telespettatori 1 468 000[10]

## La strategia Litvinov
- Titolo originale: The Litvinov Ruse
- Diretto da: Tucker Gates
- Scritto da: Howard Gordon e Patrick Harbinson (soggetto), Alex Gansa (sceneggiatura)

### Trama
Carrie riesce a trovare Saul tramite Etai per potergli rivelare il collegamento che ha scoperto tra Allison e Nazari, ma Saul non sembra credere alla storia nonostante il rapporto fra i due si sia finalmente ricucito. Quinn, nuovamente a Berlino e prigioniero dei jihadisti in un edificio abbandonato, cerca di convincere uno di loro, Qasim, a desistere dal portare a termine l'attentato, spiegandogli i terribili effetti sulle vittime provocati dal gas sarin che si apprestano a sintetizzare. Nel frattempo Saul si convince a ordire una trappola assieme a Carrie per Allison al fine di raccogliere prove convincenti, chiedendo anche la collaborazione del BND: con la scusa di avere chiesto asilo politico in Israele Saul si reca nell'appartamento di Allison per salutarla un’ultima volta e mentre la donna dorme riesce a piazzare una cimice nel suo cellulare e una microspia nella cucitura della sua borsetta per poterla monitorare di nascosto. Successivamente il BND informa Allison di avere reclutato un alto dirigente dello spionaggio russo pronto alla defezione per collaborare con la Germania, inducendola così a incontrare Ivan in una villa protetta dell'SVR vicino Nikolassee prima di essere entrambi arrestati dalle teste di cuoio della polizia federale. Allison, in base all'accordo studiato con Ivan prima del blitz per evitare di essere perseguiti, nega di essere un'agente doppio e cerca di convincere Dar Adal che l'uomo è in realtà una sua risorsa al servizio della CIA da oltre dieci anni, ribaltando dunque la sua posizione durante l'interrogatorio. I terroristi, allo scopo di testare il funzionamento del sarin con l’aiuto del professore Aman Aziz, rinchiudono Quinn come cavia in una camera a gas con pareti a vetro: prima di esservi introdotto Qasim riesce con uno stratagemma a iniettargli di nascosto una dose di atropina per cercare di limitare gli effetti del gas, ma una volta iniziato il rilascio Quinn cade in preda a forti convulsioni.
- Durata: 55 minuti
- Guest star: Nina Hoss (Astrid), Mark Ivanir (Ivan Krupin), René Ifrah (Bibi Hamed), Allan Corduner (Etai Luskin), Rachid Sabitri (Aman Aziz).
- Ascolti USA: telespettatori 1 420 000[11]

## Gas letale
- Titolo originale: New Normal
- Diretto da: Dan Attias
- Scritto da: Meredith Stiehm e Charlotte Stoudt

### Trama
Bibi fa piazzare da un suo uomo travestito da operaio i contenitori di gas sarin, nascosti in un trolley, lungo una galleria della stazione centrale della città e successivamente trasmette in TV un video nel quale esige che Assad lasci il potere a un governo dello Stato Islamico internazionalmente riconosciuto entro 24 ore e nel quale viene mostrato Quinn, che apparentemente muore sotto l'effetto del gas. Laura e Jonas intervistano un sospetto jihadista, Faisal Marwan, anche lui liberato dal governo tedesco insieme ad Hajik Zayd. Faisal vuole intentare una causa al governo per la detenzione illegale subita e rivela che Zayd gli aveva fatto menzione mesi fa di un prossimo attentato a Berlino; non sapendo se divulgare la notizia Düring consulta Saul, che gli suggerisce di consegnare Faisal alle autorità per prevenire l'attacco. Egli acconsente a patto che Saul garantisca la sicurezza del testimone, ma non appena lascia l'edificio della fondazione Faisal viene immediatamente prelevato dal BND. Bibi, dopo avere spiegato il piano ai suoi uomini, scopre che Quinn è ancora vivo e che un membro del gruppo gli ha dunque iniettato l'antidoto, limitando gli effetti del gas: ispezionando i vari kit di emergenza trova un autoiniettore mancante in quello di Zaheer e lo uccide davanti a tutti con un colpo di pistola alla testa. I terroristi si dirigono alla stazione con tre furgoni e Bibi rivela a Qasim di avere scambiato il suo equipaggiamento per non doverlo uccidere in quanto suo cugino. Nel frattempo Saul e Carrie sono convinti che Allison sia una spia russa, mentre Dar Adal non la considera colpevole a causa della mancanza di prove incriminanti e le permette persino di aiutarla nelle indagini: infatti essi vengono a sapere da Ivan che tutti i fusti di materiale tossico trafugati dai combattenti jihadisti da un deposito governativo in Siria sarebbero sufficienti a causare una strage di ampia portata. Carrie e Astrid, analizzando il tipo di pavimento a mosaico visto nel video, riescono a localizzare dopo alcuni vani tentativi il luogo in cui giace Quinn, trovandolo ancora vivo, e a portarlo d’urgenza presso il Landstuhl Regional Medical Center per le cure.
- Durata: 52 minuti
- Guest star: Nina Hoss (Astrid), Mark Ivanir (Ivan Krupin), René Ifrah (Bibi Hamed), John Getz (Joe Crocker), Morocco Omari (Conrad Fuller).
- Ascolti USA: telespettatori 1 740 000[12]

## Il nostro uomo a Damasco
- Titolo originale: Our Man in Damascus
- Diretto da: Seith Mann
- Scritto da: David Fury

### Trama
Carrie e Saul convincono il dottor Emory a rianimare brevemente Quinn, nonostante la pericolosità dell'intervento per via dei danni estesi al cervello, in modo che possano ottenere le coordinate dell'attacco ma Quinn non è abbastanza lucido per fornire informazioni utili prima di peggiorare ulteriormente in un coma più profondo. Allison viene intanto avvicinata, in una toilette del quartier generale del BND in cui si stanno riunendo i servizi segreti, dall'agente di contatto dei russi Erna Richter che la istruisce su come contribuire al successo dell'attentato dal momento che la Russia vuole rendere l'Occidente consapevole del pericolo rappresentato dallo Stato Islamico e vuole garantire la sopravvivenza del regime siriano per i propri interessi nella politica mondiale. Bibi riscontra un difetto di software nel controllo a distanza dell'innesco del gas e manda Qasim dal professor Aziz al campus universitario; l’uomo non ha però il tempo di riconfigurare da remoto il dispositivo entro le cinque ore previste dato che viene nel frattempo ucciso assieme all'agente Fuller da Allison, risalita a lui tramite l’identità del cadavere di Zaheer in modo da ottenere informazioni sull'obiettivo dell'attentato. Successivamente la donna si spara a una spalla, inscenando uno scontro a fuoco, e chiama Astrid per poi indicarle invece l'aeroporto come falso obiettivo, che viene quindi evacuato. Contravvenendo alle richieste di Düring di mantenere un basso profilo Laura incarica Numan di pubblicare in ogni caso i dati riservati dopo avere denunciato, durante un'intervista televisiva, l’abuso di potere del BND per ottenere il rilascio di Faisal: tuttavia quest’ultimo si suicida dalla finestra dell’ufficio in cui si trovava in custodia, pieno di paura e disperazione per essere stato lasciato solo durante l'interrogatorio di Saul. Carrie si reca nuovamente da Al Amin per ottenere informazioni sull'uomo che ha salvato la vita a Quinn, rivelandole che possa probabilmente trattarsi del dottor Hussein e che abita nell'edificio a Kreuzberg: l’uomo, dopo averle confermato di averlo curato, la indirizza all'appartamento di Qasim al piano di sotto, dove trova delle mappe della stazione ferroviaria e pertanto informa Saul, secondo il quale l'obiettivo sarebbe invece l'aeroporto in base alle informazioni ricevute dalle autorità investigative. Carrie si reca lo stesso alla stazione per indagare ai terminal delle linee urbane menzionate e vi riconosce Qasim da una foto presa, intento a consegnare il dispositivo da attivare manualmente: prima di pedinare Qasim fino a un tunnel sotterraneo della linea per Potsdam, trova il modo di fare recapitare un SMS dal suo cellulare a Saul per avvertirlo. Una volta accortosi dal messaggio di testo che Allison gli aveva in precedenza mentito Saul prova a rintracciarla dopo che è scomparsa dall'ospedale in cui era ricoverata.
- Durata: 60 minuti
- Guest star: Atheer Adel (Numan), Nina Hoss (Astrid), René Ifrah (Bibi Hamed), Rus Blackwell (Dottor Emory), Rachid Sabitri (Aman Aziz), Stefanie Mueller (Erna Richter), Morocco Omari (Conrad Fuller).
- Ascolti USA: telespettatori 1 837 000[13]

## Oscurità
- Titolo originale: A False Glimmer
- Diretto da: Lesli Linka Glatter
- Scritto da: Liz Flahive, Alex Gansa e Ron Nyswaner

### Trama
Carrie raggiunge Qasim lungo il tunnel della metropolitana e lo convince a interrompere l'attacco facendo leva sul suo ripensamento: Bibi, per questo affronto, ferisce a morte suo cugino ma Carrie riesce comunque a uccidere anche Bibi, sventando in tal modo l'attentato. Carrie torna quindi a casa per riposare per essere raggiunta in seguito da Jonas, che però decide che la sua relazione con lei debba finire anche a causa del pericolo a cui è stato esposto suo figlio. Saul, che ha fatto intanto emettere un mandato di cattura per Allison, viene informato da Ivan sui rispettivi veri ruoli e sul suo piano di fuga in cambio di un’altra vita con una nuova identità nell'ambito di un programma di protezione testimoni negli USA. Nel frattempo Allison viene curata dal dottor Rudolph presso una casa di transito che nasconde in realtà una rete di prostituzione minorile e poi tenta la fuga grazie all’aiuto di Erna Richter, nascosta nel bagagliaio di un'auto: nel suo tragitto verso la Russia viene però intercettata in un'imboscata da una task force segreta della CIA, che crivella di colpi l'automobile dove Saul scopre il corpo esanime di Allison. Laura e Numan vengono rintracciati e poi arrestati dal BND, che è riuscito anche a recuperare tutti i dati trafugati: pertanto Astrid minaccia Laura di fare revocare a Numan lo status temporaneo di rifugiato se non ritratterà pubblicamente le sue accuse contro il governo tedesco. Carrie torna quindi all'ospedale per controllare le condizioni di Quinn, ormai disperate, e si ritira nella cappella a pregare per lui mentre è in sala operatoria per una craniotomia. Dopo quattro giorni senza nessun segno di miglioramento Dar Adal le consegna una lettera d'addio di Quinn scritta prima della sua partenza in Siria, dove viene indicata come sua unica beneficiaria mentre Saul le offre il reintegro alla CIA, che lei immediatamente rifiuta dicendogli che ormai ha cambiato vita prima che Düring le proponga di diventare sua partner nella fondazione. Quando sembra ormai evidente che Quinn possa restare in stato vegetativo permanente Carrie si barrica all'interno della sala post-operatoria, rimuovendo dal suo dito il cardiofrequenzimetro e mettendolo sul suo prima di spegnere il respiratore e le macchine di supporto vitale: Carrie osserva in quel momento un raggio di luce solare entrare dalla finestra nella stanza.
- Durata: 58 minuti
- Guest star: Atheer Adel (Numan), Mark Ivanir (Ivan Krupin), René Ifrah (Bibi Hamed), Nina Hoss (Astrid), Rus Blackwell (Dottor Emory), Micah Hauptman (Mills), Stefanie Mueller (Erna Richter).
- Ascolti USA: telespettatori 2 073 000[14]